# 常盤山部屋
常盤山部屋（日语：／ Tokiwaya Beya）是从属于日本相扑协会二所之关一門的相扑部屋，位于东京都板桥区前野町。